# Lustjärnen (Älvdalens socken, Dalarna, 683465-138790)
Lustjärnen är en sjö i Älvdalens kommun i Dalarna och ingår i Dalälvens huvudavrinningsområde.